# Fekete hokkó
A fekete hokkó (Crax alector) a madarak osztályának tyúkalakúak (Galliformes) rendjébe és a hokkófélék (Cracidae) családjába tartozó faj.
A magyar név forrással nincs megerősítve.

## Előfordulása
Dél-Amerika északi részén honos, Kolumbia, Venezuela, Guyana, Suriname, Francia Guyana és Brazília északi területén.
A fajt sikeresen betelepítették a Karib-térség több államába is, így ma vadon él a Bahama-szigetek, Kuba, Jamaica, Haiti, a Dominikai Köztársaság, Puerto Rico területén is. 
A természetes élőhelye szubtrópusi vagy trópusi éghajlati övben található síkvidéki- és hegyi esőerdők, valamint erősen leromlott egykori erdők és ültetvények.

## Megjelenése
Testhossza 95 centiméter. Tollazata fekete, a  csőre előtti bőre sárga.

## Fordítás
- Ez a szócikk részben vagy egészben  a   Black Curassow című angol Wikipédia-szócikk fordításán alapul.  Az eredeti cikk szerkesztőit annak laptörténete sorolja fel. Ez a jelzés csupán a megfogalmazás eredetét és a szerzői jogokat jelzi, nem szolgál a cikkben szereplő információk forrásmegjelöléseként.